# Il tesoro di Gengis Khan
Il tesoro di Gengis Khan (Treasure of Khan) è un romanzo dello scrittore Clive Cussler del 2006; narra le avventure di Dirk Pitt.

## Trama
Un magnate del petrolio mongolo vuole guadagnare il controllo di tutti mercati di petrolio del mondo covando anche il sogno di restaurare l'impero di Gengis Khan. Per fare questo è disposto a uccidere un équipe russa alla ricerca di petrolio sui fondali del lago Baikal. Una nuova avventura aspetta Dirk Pitt, il suo fidato compagno Al Giordino ed i gemelli Pitt: Dirk jr e Summer.

## Edizioni
- Clive Cussler e Dirk Cussler, Il tesoro di Gengis Khan, traduzione di Paola Mirizzi Zoppi, La Gaja scienza, Longanesi, 30 aprile 2008,  p. 560, ISBN 9788830425071.
- Clive Cussler e Dirk Cussler, Il tesoro di Gengis Khan, traduzione di Paola Mirizzi Zoppi, Teadue, TEA, 2009,  p. 533, ISBN 9788850220434.
- Clive Cussler e Dirk Cussler, Il tesoro di Gengis Khan, traduzione di Paola Mirizzi Zoppi, Superpocket. Best thriller, RL Libri, 9 giugno 2011, ISBN 9788846211064.
- Clive Cussler e Dirk Cussler, Il tesoro di Gengis Khan, traduzione di Paola Mirizzi Zoppi, Best TEA, TEA, 2015,  p. 533, ISBN 9788850241033.
- Clive Cussler e Dirk Cussler, Il tesoro di Gengis Khan, traduzione di Paola Mirizzi Zoppi, Tea più, TEA, 29 agosto 2019,  p. 536, ISBN 9788850255009.